# Tajná
Tajná je malá vesnice, část obce Stránka v okrese Mělník ve Středočeském kraji. Nachází se 1,5 kilometru východně od Stránky, čtyři kilometry jihovýchodně od Mšena a patnáct kilometrů západně od Mladé Boleslavi. Je zde evidováno 21 adres. Trvale zde žije 11 obyvatel.
Tajná je také název katastrálního území o rozloze 1,73 km².

## Historie
První písemná zmínka o vesnici pochází z roku 1400.

## Obyvatelstvo
| Rok            | 1869 | 1880 | 1890 | 1900 | 1910 | 1921 | 1930 | 1950 | 1961 | 1970 | 1980 | 1991 | 2001 | 2011 | 2021 |
| -------------- | ---- | ---- | ---- | ---- | ---- | ---- | ---- | ---- | ---- | ---- | ---- | ---- | ---- | ---- | ---- |
| Počet obyvatel | 111  | 116  | 122  | 96   | 102  | 100  | 87   | 45   | 39   | 28   | 18   | 11   | 11   | 8    | 8    |
| Počet domů     | 18   | 19   | 19   | 19   | 18   | 18   | 17   | 17   | 17   | 8    | 6    | 15   | 12   | 13   | 13   |

## Obecní správa
Při sčítání lidu v letech 1850–1929 byla Tajná osadou obce Stránka, se kterou patřila nejprve do okresu Mnichovo Hradiště, od roku 1960 do okresu Mělník. V letech 1930–1960 byla samostatnou obcí v okrese Mělník. Od 1. července 1960 do 31. prosince 1979 byla znovu částí obce Stránka v okrese Mělník. Od 1. ledna 1980 do 23. listopadu 1990 byla částí města Mšeno v okrese Mělník. Od 24. listopadu 1990 je opět částí obce Stránka v okrese Mělník.

## Pamětihodnosti
- Kaple Nejsvětější Trojice
- Usedlost čp. 15 (obytný dům se sýpkou a chlévy, stáje, stodola)
- Usedlost čp. 4 (stodola, obytná budova, brána s brankou)